# Brand New War
Brand New War is een Amerikaanse punkband uit Los Angeles, Californië. De band werd in 2005 opgericht onder de naam The God Awfuls. Hun muziek wordt door Punknews.org beschreven als "klassiek politieke punkrock". De band heeft tot dusver één studioalbum uitgebracht, getiteld Next Stop Armageddon, dat werd uitgebracht door Kung Fu Records in 2004. Op 28 oktober 2008 maakte de band bekend dat de naam verandert zou worden naar Brand New War.
Het nummer "Watch It Fall", van het album Next Stop Armageddon, is te horen op het videospel Tony Hawk's American Wasteland.

## Discografie
Studioalbums
- Next Stop Armageddon (2004, Kung Fu Records)